# Leśna (Radków)
Leśna (deutsch Siebenhuben auch Siebenhufen; tschechisch Sedmidvory) ist ein Ortsteil der Stadt Radków (Wünschelburg) in der Stadt- und Landgemeinde Radków im Powiat Kłodzki in der Woiwodschaft Niederschlesien in Polen.

## Geographische Lage
Leśna liegt am nordöstlichen Fuß des Heuscheuergebirges (polnisch Góry Stołowe), nahe der Droga wojewódzka 387 (Heuscheuerstraße), die von Kudowa-Zdrój (Bad Kudowa) nach Ścinawka Górna (Obersteine) verläuft. Nachbarorte sind Ratno Górne (Oberrathen) im Nordosten, Wambierzyce (Albendorf) im Osten, Jelenia Głowa (Hirschzunge) im Südosten sowie Borek (Hain auch Hayn) und Skibin (Scheibau) im Westen. Jenseits der Grenze zu Tschechien, die im Westen verläuft, liegen Studená Voda (Kaltwasser) und Božanov (Barzdorf). Südöstlich von Leśna erhebt sich der 522 m hohe Harteberg (Mnich).

## Geschichte
Es ist nicht bekannt, wann dieser Ort gegründet wurde. Nach Vermutungen des Heimatforschers Joseph Kögler ist es möglich, das er älter als Wünschelburg ist. Wie dieses gehörte Siebenhuben zur ehemals böhmischen Grafschaft Glatz, mit der es die Geschichte seiner politischen und kirchlichen Zugehörigkeit von Anfang an teilte. Erstmals urkundlich erwähnt wurde „Siebenhuben“ im Jahre 1328. Damals verkaufte Heinrich von Prag, Komtur der Johanniterkommende Glatz, dem Heinrich von „Muschin“ (Moschen) zwei „Zinshuben“ in Siebenhuben. Dort gehörte 1428 ein Teich dem Wünschelburger Vogt Niklas Obler. Aus Mitteln einer Stiftung mehrerer frommer Personen wurde 1505 in Siebenhuben eine der hl. Barbara geweihte Kapelle errichtet, in der wöchentlich einmal Messe gehalten werden sollte. Sowohl die Kapelle als auch die Stiftung sind während der bald nachfolgenden Reformation eingegangen. Gepfarrt war Siebenhuben zur Wünschelburger Pfarrkirche. Es war im Besitz der landesherrlichen Kammer, von der es später die Wünschelburger Stadtkämmerei erwarb. 1622 starben in Siebenhuben 22 Menschen an der Pest.

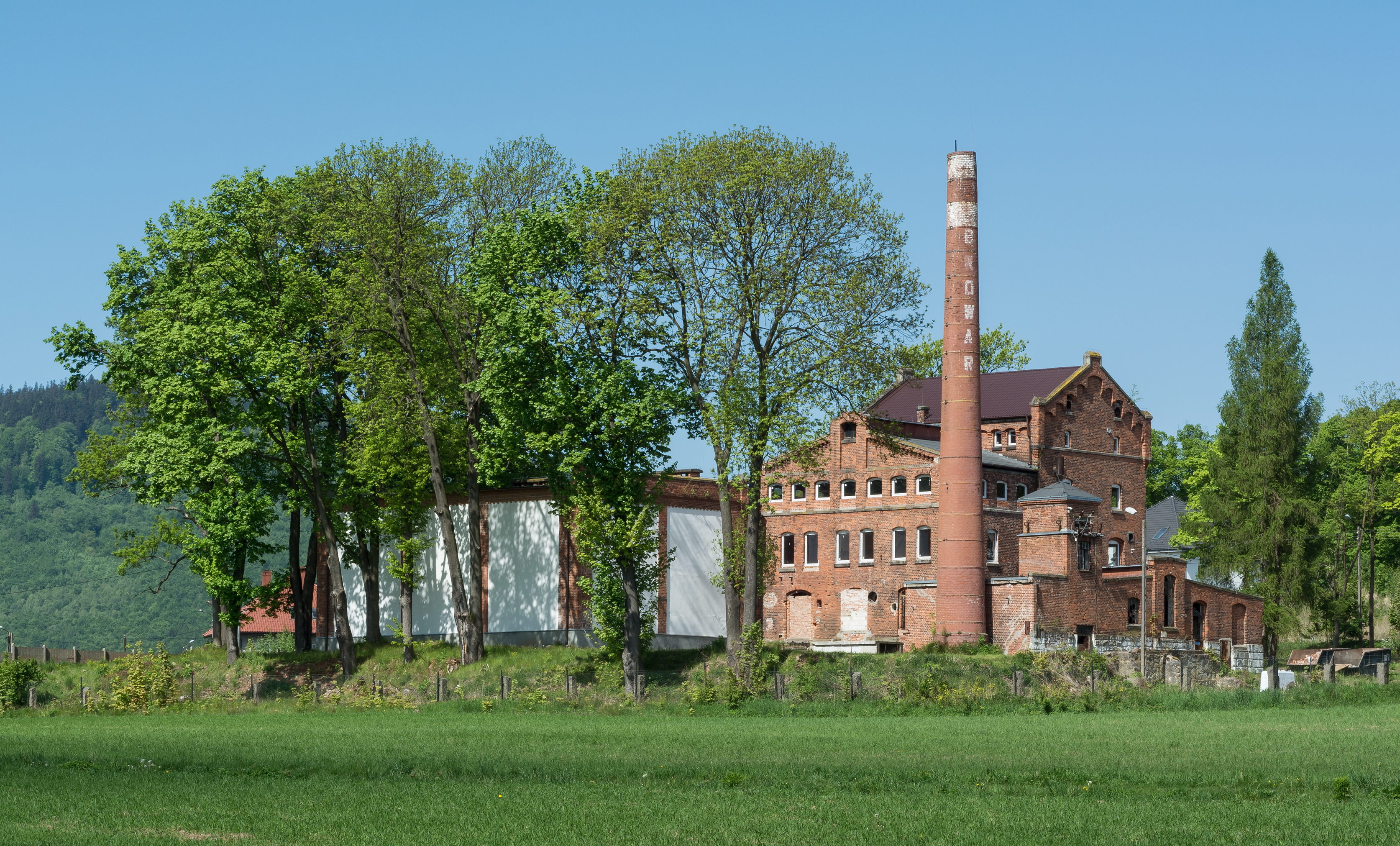
Ehemaliges Brauereigebäude

Nach dem Ersten Schlesischen Krieg 1742 und endgültig mit dem Hubertusburger Frieden 1763 fiel Siebenhufen zusammen mit der Grafschaft Glatz an Preußen. Für 1805 sind ein herrschaftliches Vorwerk, ein Kretscham sowie 12 Gärtner- und zwei Häuslerstellen nachgewiesen. 1830 befanden sich in Siebenhuben 35 Häuser, in denen 177 Einwohner lebten. Nach der Neugliederung Preußens gehörte Siebenhufen ab 1815 zur Provinz Schlesien, die in Landkreise aufgeteilt wurde. 1816–1853 war der Landkreis Glatz, 1854–1932 der Landkreis Neurode zuständig. Nach dessen Auflösung 1933 gehörte Siebenhufen bis 1945 wiederum zum Landkreis Glatz. Seit 1874 gehörte die Landgemeinde Siebenhufen zusammen mit den Landgemeinden Reichenforst, Scheibau und Siebenhufen sowie dem Gutsbezirk Reichenforst zum Amtsbezirk Tuntschendorf.
Als Folge des Zweiten Weltkriegs fiel Siebenhuben mit dem größten Teil Schlesiens 1945 an Polen und wurde in Leśna umbenannt. Die deutsche Bevölkerung wurde 1946 vertrieben. Die neu angesiedelten Bewohner waren zum Teil Vertriebene aus Ostpolen, das an die Sowjetunion gefallen war. Die Anzahl der Einwohner ging danach deutlich zurück. 1975–1998 gehörte Leśna zur Woiwodschaft Wałbrzych (Waldenburg).